# Neptunália

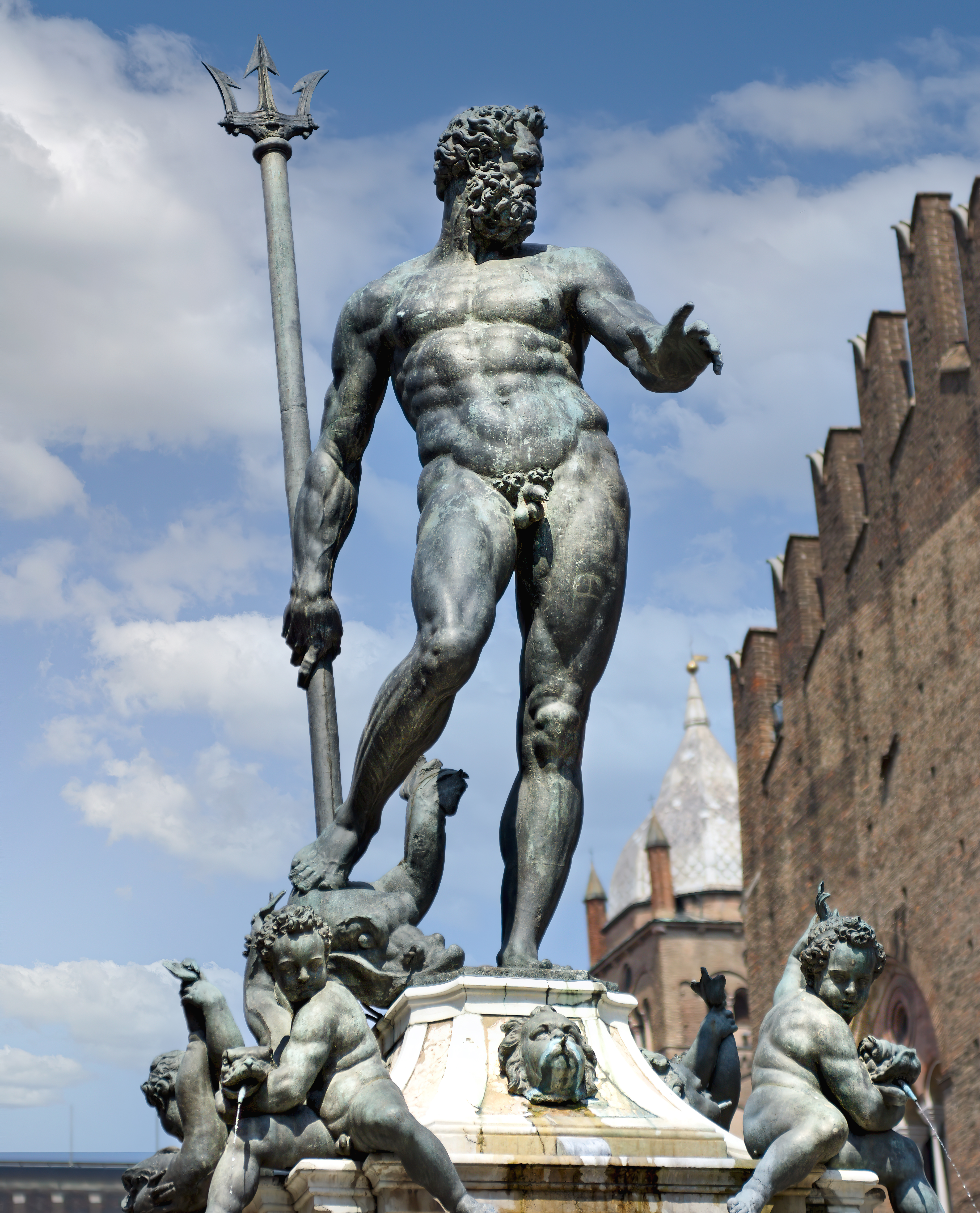
Neptuno

Neptunalia era um festival de dois dias em honra a Neptuno, o deus das águas e irrigação, celebrado em Roma no calor e seca do verão, provavelmente em 23 de julho (Varrão, De lingua Latina vi.19). No antigo calendário este dia é marcado como Nept. ludi et feriae ou Nept. ludi, indicando que a festa era celebrada com jogos.
As celebrações não são conhecidas em detalhes, sabe-se que as cabanas eram erguidas com galhos e folhas chamados Umbrae. Os participantes provavelmente reuniam-se no salão, bebendo e se divertindo.